# Общество защиты животных Соединённых Штатов
Общество защиты животных Соединённых Штатов (англ. Humane Society of the United States, HSUS, букв. «Гуманное общество Соединённых Штатов») — расположенная в Вашингтоне (округ Колумбия) самая большая зоозащитная организация в мире. На 2007 год число членов организации 10,6 млн и доход составлял 120 млн долларов США.

## Просветительская деятельность
Голливудским офисом HSUS и режиссёром Джули Лофтон, автором фильма «Забытый лучший друг», был создан Animal Content in Entertainment (ACE), задача которого — развитие и поддержка освещения вопросов защиты животных в кинематографе и на телевидении, в том числе посредством предоставления грантов на создание таких проектов.